# Alfred Strohl-Fern
 (avril 2017).
Si vous disposez d'ouvrages ou d'articles de référence ou si vous connaissez des sites web de qualité traitant du thème abordé ici, merci de compléter l'article en donnant les références utiles à sa vérifiabilité et en les liant à la section « Notes et références ».
Pour les articles homonymes, voir Strohl.
Guillaume Alfred Strohl, connu aussi sous le nom d'Alfred Wilhelm Strohl ou Alfred Strohl-Fern, né le 4 mai 1847 à Sainte-Marie-aux-Mines et mort le 19 février 1927 à Rome, est un mécène, écrivain, peintre, sculpteur et musicien amateur français.

## Biographie

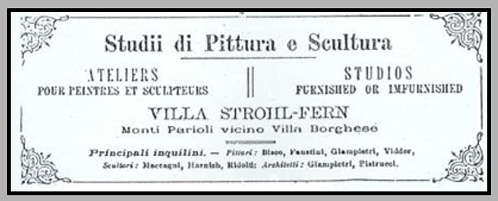
Villa Strohl-Fern Studii di Pittura e Scultura.

Guillaume Alfred Strohl, né le 4 mai 1847 à Sainte-Marie-aux-Mines de Jean Frederic Guillaume Strohl (1819-1866), son père, qui était un négociant, et de Madeleine Hausser (1827-1904), sa mère, seconde épouse de Jean Frederic Guillaume Strohl. Guillaume Alfred Strohl avait aussi une sœur, Marie Emma Strohl, née le 1er mai 1848. Il meurt à Rome, le 19 février 1927, dans sa demeure principale située dans la villa Strohl-Fern.
Alfred, profondément pacifiste, quitte l'Alsace pour se réfugier en territoire français à la suite de la guerre franco-prussienne de 1870-1871. Alfred Strohl est enregistré en 1868 comme copiste au Louvre, sous le nom d'Alfredo Strohl et indique que son maître est Charles Gleyre.  Alfred Strohl, voyage en Europe et en Afrique avant de s'installer à Rome. Il achète en 1879 une parcelle de terrain exceptionnelle (80 000 m2) accolée à la villa Borghèse, où il fait construire, selon ses plans, sa propriété privée ainsi qu'une centaine de studios d'artistes qu'il loue à des prix très modiques. Il décide à cette époque d'accoler « Fern » (qui signifie « loin » en allemand) à son nom de famille pour signifie qu'il est loin de sa patrie et sa signature sera désormais « Alfred Strohl-Fern ». Son blason représente un serpent et un éclair avec la mention « Éclair ne broye ». Il nomme sa résidence villa Strohl Fern qu'il lèguera à sa mort à l'État français comme signe d'affection pour sa patrie. La tombe d’Alfred se trouve dans le cimetière non catholique de Rome, à côté de la Pyramide de Cestius.

## Villa Strohl-Fern
La villa Strohl-Fern fut créé par Alfred Wilhelm Strohl, plus connu en Italie sous le nom d'Alfred Strohl-Fern.
Il achète, en 1879, à Rome, un terrain de 80 000 m2 accolée à la villa Borghèse, où il fait construire, selon ses plans, sa propriété privée ainsi qu'une centaine de studios d'artistes qu'il loue à des prix très modiques. Cet endroit est connu aujourd'hui sous le nom de La villa Strohl-Fern et est le siège du lycée français Chateaubriand depuis 1957, qui continue encore aujourd'hui d'y enseigner à des classes allant de la maternelle à la terminale.

### Atelier du peintre italien Francesco Trombadori
L’atelier du peintre Francesco Trombadori (it) (Syracuse, 1886-Rome, 1961), figure de proue de l’École romaine, se trouve à Rome, à l’intérieur du parc monumental historique de la villa Strohl-Fern, au centre du Parc des musées. Véritable centre artistique pendant plus de quatre-vingts ans, la villa accueillit de nombreux hôtes, parmi lesquels Rainer Maria Rilke, Arturo Martini et Carlo Levi. L’atelier no 12 est le dernier des ateliers-habitations ; il est demeuré intact dans sa structure XIXe siècle avec sa mezzanine, son escalier en bois et son immense verrière. Il a été déclaré d’importance particulière et placé sous la tutelle du ministère des Biens culturels et environnementaux en 1985. Y sont conservés du mobilier d’époque, des œuvres d’art, les archives et la bibliothèque du peintre. Gardé par la fille du peintre, Donatella, qui préside l’Association des amis de villa Strohl-Fern, fondée par Antonello Trombadori, député italien, poète, journaliste et patriote pour la protection et la sauvegarde du parc en 1984, cet atelier est le lieu de visites privées et publiques, sur rendez-vous uniquement.

## Publications
- Au-dessus de la guerre : Journal d'un prisonnier de l'avalanche - Conte de Noël aux enfants de France et d'Allemagne, 1926.
- La terrine et le saxhorn, 1928.
- Le Crâne allemand : Conférence du baron Conrad von Hochdroben, 1928.
- La revanche de George Dandin : Comédie fantaisiste en deux actes, 1926.
- Les bains de la mer : Comédie en trois actes, 1928.
- Poésies légères. Satires-Apologues. Poésies patriotiques. Poésies philosophiques, 1928.
- Université de la Société des Nations : L'internationalisation du Rhin, 1928.